# Жилой дом Горьковского автозавода
Жилой дом Горьковского автозавода — выявленный памятник градостроительства и архитектуры в историческом центре Нижнего Новгорода. Построен в 1951—1954 годах. Авторы проекта — архитекторы А. Н. Тюпиков, В. В. Воронков. 

## История
Жилой многоквартирный дом, занимающий угловое положение на выходе радиальной улицы Минина на площадь Минина и Пожарского, построен в 1951—1954 годах по индивидуальному проекту архитекторов Александра Тюпикова и Вадима Воронкова. При строительстве здания был применён контекстуальный подход (высота здания была привязана к примыкающему слева зданию конторы пароходного общества «Волга» начала XX века, а декор подхватывал классицистические мотивы окружающей застройки), благодаря чему строение было аккуратно вписано в существовавший ансамбль главной площади города.
В доме проживали известные нижегородские деятели искусства, культуры, науки и образования: народная артистка Антонина Самарина, народный артист Владимир Самойлов, начальник Волжского пароходства Константин Коротков, преподаватель Горьковской консерватории Витольд Португалов, советский инженер Сергей Русаков и другие.
Дом был поставлен на учёт государственного органа охраны памятников 23 марта 2001 года по обращению жильцов. 

## Архитектура
В 1940—1950-е годы в архитектуре СССР доминировал стиль неоклассицизм. Послевоенную архитектуру страны в литературе часто называют сталинским ампиром (или стилем Победы), поскольку данный вариант неоклассицизма опирался на русский ампир начала XIX века, распространившийся в Российской империи после победы в Отечественной войне 1812 года. Для стиля было характерно использование античных форм, символики Римской империи (арматуры, гирлянд и венков Славы, античных ваз), а также массивных портиков, колоннад и арок. Советские архитекторы свободно интерпретировали классические формы в своём творчестве, создавая индивидуальные работы. В рамках стиля в Нижнем Новгороде применялись не только формы Древней Греции и Древнего Рима, но также эпохи Возрождения, русского классицизма, эклектики и регионализма.
Жилой дом Горьковского автозавода стал ярким примером стиля Победы. В оформлении здания были использованы характерные приёмы своего времени: пропорциональность, тщательная деталировка, своеобразная авторская интерпретация классицистического наследия. Основные атрибуты классицизма были сосредоточены на узком угловом фасаде дома, в то время как остальные фасады не были перегружены деталями. Главный угловой фасад в три оси света был украшен полуколоннами ионического ордера на пьедесталах, между которыми установлено ограждение из балясин. Полуколонны поддерживали профилированный карниз, над которым возвышался аттик, по оси которого был помещён симметричный декоративный орнамент в виде трёх лавровых венков. По бокам аттик был акцентирован античными вазонами.